# Dwór w Wolicy
Dwór w Wolicy – zabytkowy dwór wybudowany w ostatniej ćwierci XIX w., wraz z parkiem, znajdujący się w miejscowości Wolica koło Jasła.

## Opis
Dwór wzniesiony został pod koniec XIX w. W 1865 dobra wolickie zakupił notariusz Apolinary Przyłęcki, burmistrz Jasła w latach 1880-1884. Dawne założenie dworskie przekształcił w podmiejską rezydencję ziemiańską. Powstał eklektyczny dwór łączący szwajcarsko-uzdrowiskowe nieregularności bryły, wysokie okapowe dachy, wieloboczną narożną werandę z neomanierystycznym detalem architektonicznym. W latach 1914–34 dwór znajdował się w posiadaniu Stefana Przyłęckiego, syna Apolinarego, a później jego bratanka Lecha do 1945. Po II wonie światowej zabudowania folwarczne i majątek rolny przejęła spółdzielnia rolnicza, a budynek dworski służył jako dom kultury. W następnych latach urządzono w nim Pąństwowy Dom Dziecka. Od 2020 stoi opuszczony i przeznaczony do sprzedaży wraz z byłym spichlerzem i otaczającym go dwu hektarowym parkiem krajobrazowym.

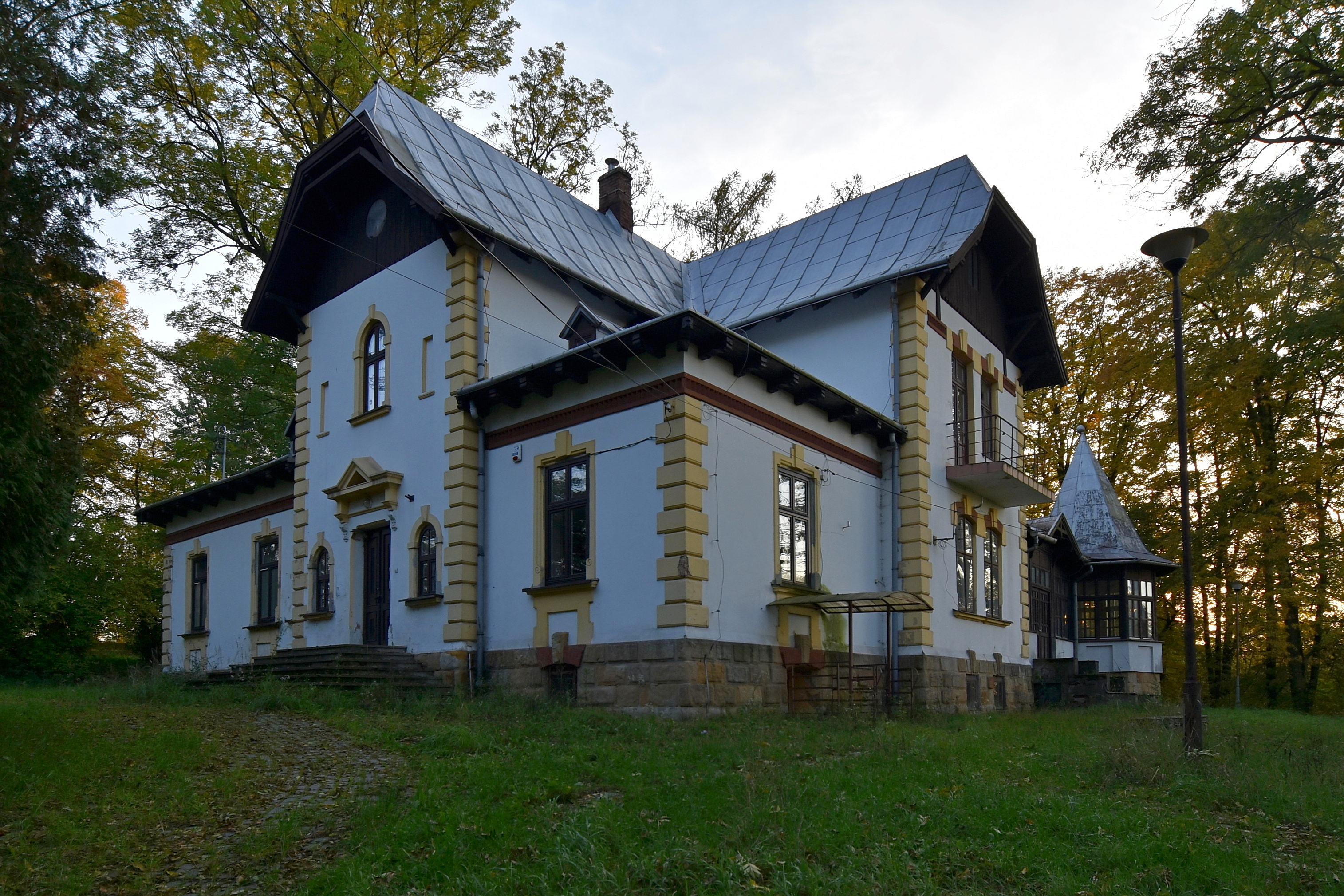
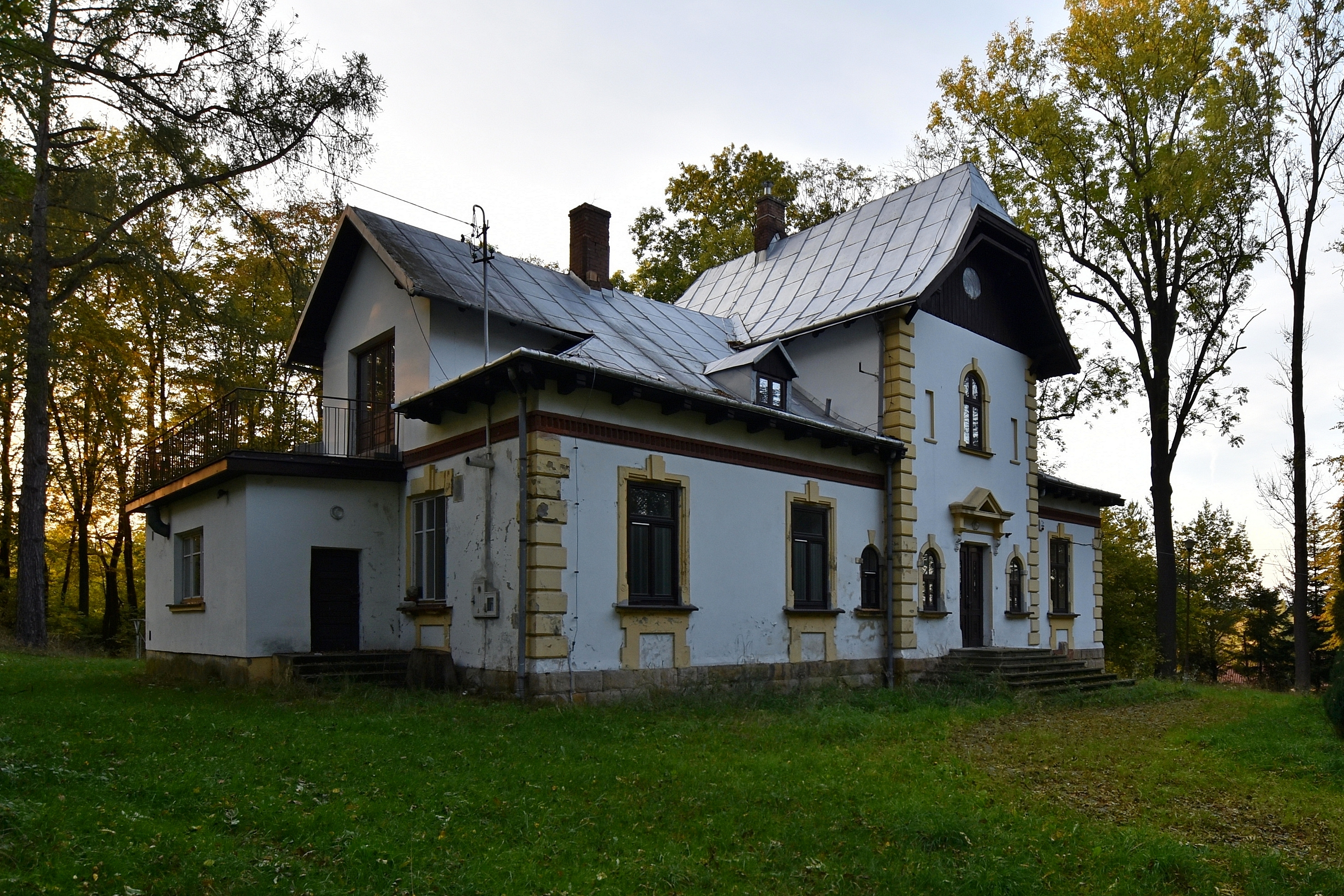
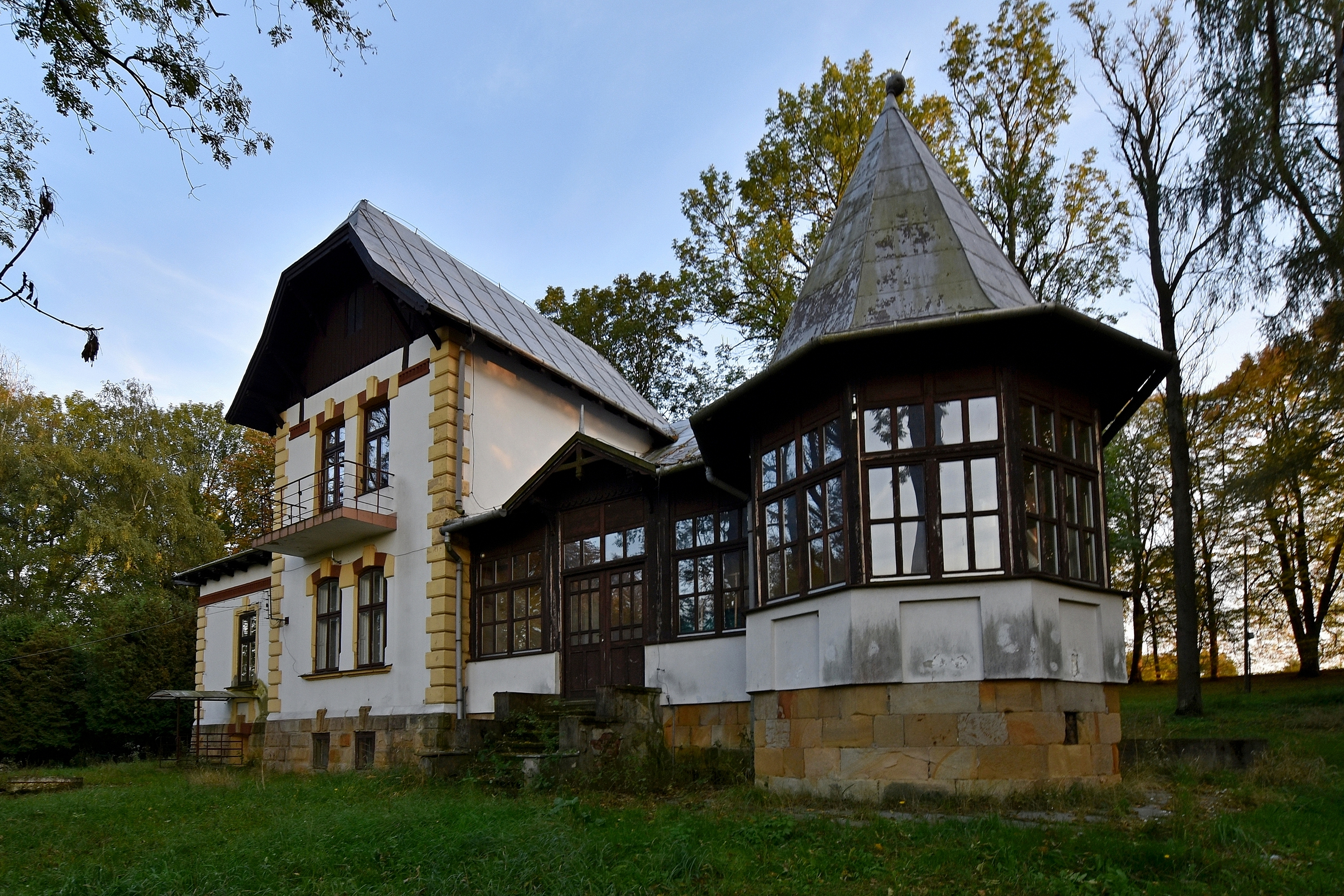